# Owsianka (Poméranie)
Pour les articles homonymes, voir Owsianka.
Owsianka est une localité polonaise de la gmina rurale de Czarna Dąbrówka située dans le powiat de Bytów en voïvodie de Poméranie. Elle se trouve à environ 25 km au nord de Bytów et 70 km à l'ouest de la capitale régionale Gdańsk.

## Géographie

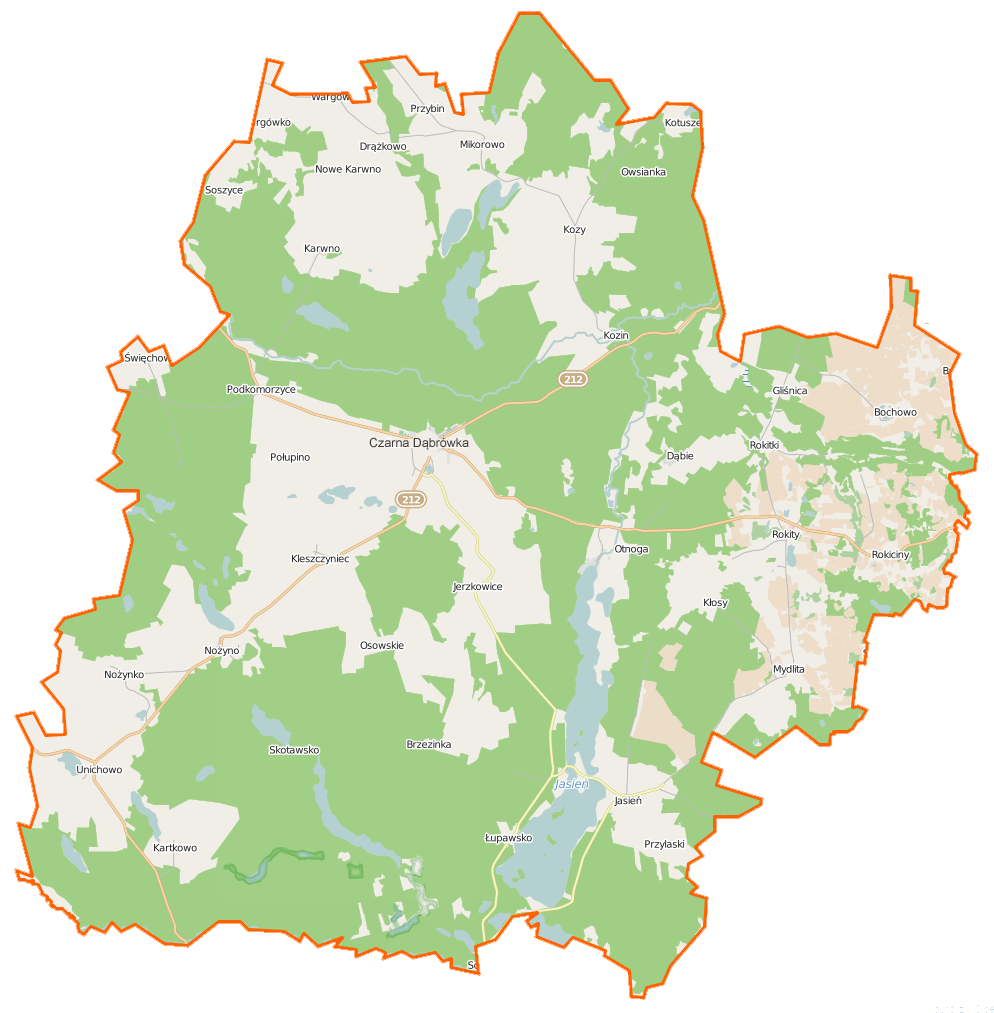
Carte de la gmina de Czarna Dąbrówka.